# Charopinesta goweri
Charopinesta goweri är en snäckart som beskrevs av Tom Iredale 1944. Charopinesta goweri ingår i släktet Charopinesta och familjen Charopidae. Inga underarter finns listade i Catalogue of Life.